# Pierre-Adrien Pâris

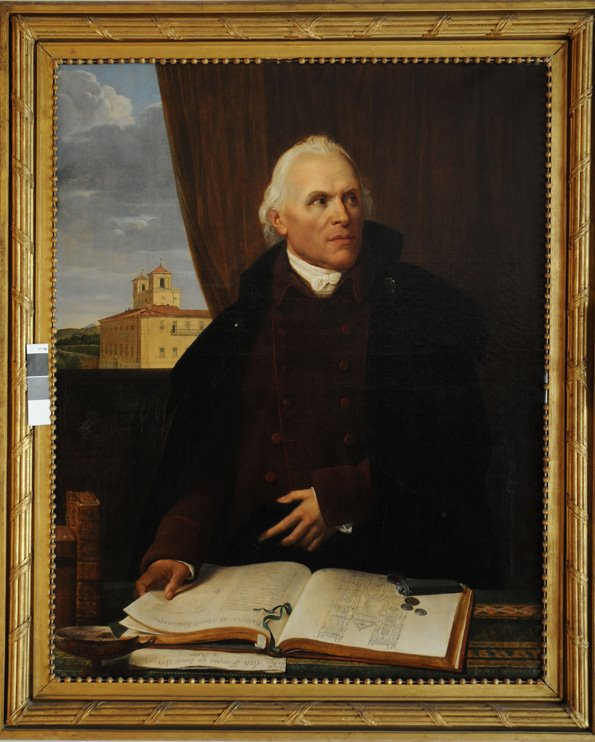
Porträt des Pierre-Adrien Pâris, von Joseph-François Ducq, 1812, Musée des beaux-arts et d’archéologie de Besançon.

Pierre-Adrien Pâris (* 25. Oktober 1745 in Besançon; † 1. August 1819 in Besançon) war ein französischer Maler und Architekt.

## Leben
Ab 1760 studierte er Architektur in Paris. Er reiste nach Italien, wo er unter anderem Rom, Pompeji, Herculaneum und Paestum besuchte und dort Gemälde schuf. 1774 kehrte er nach Frankreich zurück. 1775 beauftragte Trouard ihn mit der Innendekoration des Hôtel d’Aumont.
Nach dem Tod von Charles-Michel-Ange Challe wurde er 1778 zum Dessinateur du Cabinet du Roi durch König Ludwig XVI. ernannt. 1780 wurde er Mitglied der Académie royale d’architecture. In weiteren Aufträgen war er unter anderem für die Innendekoration der Pariser Oper zuständig.  Von 1784 bis 1790 erhielt er als Architekt den Auftrag für den Bau des Rathauses in Neuenburg. 1785 errichtete er das Hôtel Depont des Granges in La Rochelle.
Ab 1787 arbeitete er an der Inneneinrichtung des Élysée-Palastes für Bathilde d’Orléans nach den Maßgaben von Étienne-Louis Boullée. Von 1787 bis 1790 arbeitete er an der Kathedrale von Orléans. Mit dem Beginn der Französischen Revolution zog er sich aufgrund seiner beruflichen Nähe zum König aus Paris zurück und lebte in Colmoulins, Le Havre.
1806 ging er nach Italien, wo er kurzzeitig als Nachfolger von Joseph-Benoît Suvée Direktor der Académie de France à Rome wurde und die Arbeiten am Kolosseum beaufsichtigte. Er arrangierte den Erwerb von Antiquitäten der Borghese, die er nach Paris bringen ließ. Er wurde zum Mitglied der Académie Royale ernannt. Nach der Niederlage Napoleons und der Restauration des bourbonischen Königshauses kehrte er 1817 nach Paris zurück. In den letzten beiden Lebensjahren kümmerte er sich um die Katalogisierung seiner Gemälde und Sammlungen, die er seiner Geburtsstadt Besançon überließ.